# Andrea Meier

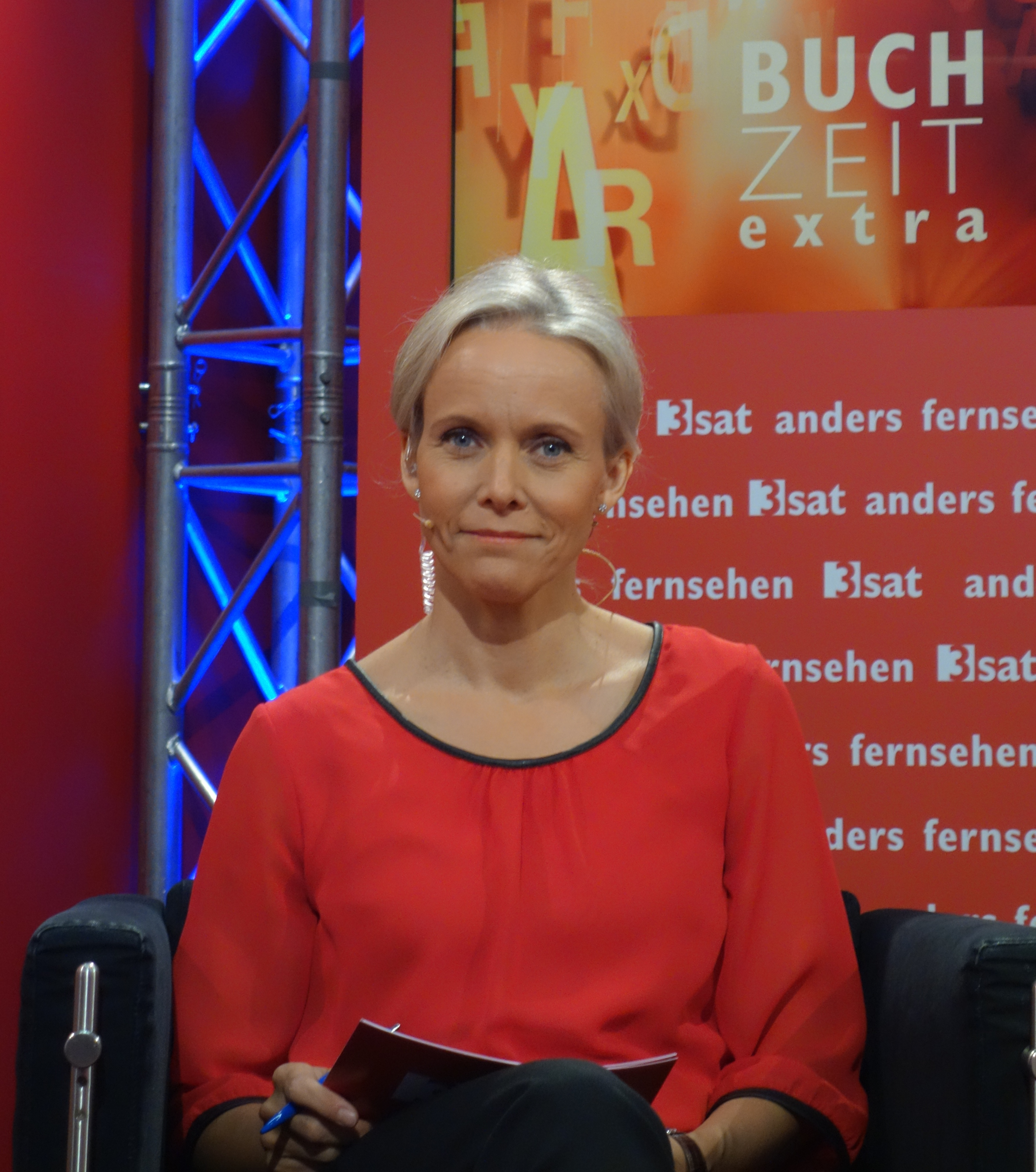
Andrea Meier auf der 3sat-Kulturzeit-Bühne zur Frankfurter Buchmesse 2016

Andrea Meier (* 29. Mai 1970 in Zürich) ist eine Schweizer Fernsehjournalistin.

## Leben und Werk
Andrea Meier studierte Kulturwissenschaft und Medienpolitik an der Kunsthochschule Zürich. Sie arbeitete in Straßburg für den europäischen Kulturkanal ARTE, in Paris für das ZDF-Südwesteuropastudio und in Hamburg für den Fernsehsender n-tv. In der Schweiz war sie unter anderem für den ehemaligen Privatsender TV3 als Moderatorin sowie mehrere Jahre für das Schweizer Radio DRS als Journalistin tätig. Von August 2004 bis Januar 2017 moderierte sie in Nachfolge von Eva Wannenmacher als Vertreterin des Schweizer Fernsehens beim Fernsehsender 3sat das Magazin Kulturzeit, für dessen Redaktion sie auch Fernsehbeiträge produziert. Im Jahre 2008 veröffentlichte sie im Bloomsbury Verlag das Kinderbuch Prinzessin Ich. Im gleichen Jahr moderierte sie anlässlich eines 3sat Thementages eine Kulturzeit-Sendung komplett in Latein. Andrea Meier lebt mit ihrem Mann und ihren beiden Kindern in Zürich.